# پدراخاس د سان استبان
پدراخاس د سان استبان (به اسپانیایی: Pedrajas de San Esteban) یک شهرستان در اسپانیا است که در استان وایادولید واقع شده‌است.